# Valíd Szálem el-Alámi
Valíd Szálim el-Alámi (arabul: وليد سالم اللامي; 1992. január 5. –) válogatott iraki labdarúgó, hátvéd, középpályás.

## Pályafutása

### Klubcsapatokban
2011–12-ben az Al-Kahrabá labdarúgója volt, de 2012-ben kölcsönben az Erbíl csapatában szerepelt. 2012 és 2020 között az As-Surta, 2020–21-ben a Zakho, 2021-ben a Naft Al-Wasat játékosa volt. 2021 és 2023 között az As-Surta együttesében fejezte be az aktív játékot.

### A válogatottban
2012 és 2019 között 51 alkalommal szerepelt az irakii válogatottban és egy gólt szerzett.

## Sikerei, díjai
Irak
- Nyugat-ázsiai bajnokság
  - döntős: 2012
- Öböl-kupa
  - döntős: 2013
- U23-as Ázsia-bajnokság
  - győztes: 2013
- Ázsia-játékok
  - bronzérmes: 2014, Incshon

 As-Surta
- Iraki bajnokság
  - bajnok (5): 2012–13, 2013–14, 2018–19, 2021–22, 2022–23
- Iraki szuperkupa
  - győztes: 2019